# 岩永直子
岩永 直子（いわなが なおこ、1973年 - ）は、日本のジャーナリスト、Addiction Report編集長。HPVワクチンや新型コロナウィルスなど、主に医療に関連した記事を発信する。東京大学文学部卒業後、読売新聞社とBuzzFeed Japanを経て、2023年にフリーランス記者となり、「医療記者、岩永直子のニュースレター」など複数の媒体で記事を配信している。退社後に出版された初の単著『言葉はいのちを救えるか？生と死、ケアの現場から』では、医療記者として長年追ってきた「障害者への偏見」「安楽死」などのテーマを扱った。
2022年からイタリア料理店で接客のアルバイトを始め、日々を綴ったnoteが、エッセー集『今日もレストランの灯りに』として出版。日本ソムリエ協会ワインエキスパート。
2024年、公益社団法人「ギャンブル依存症問題を考える会」の依存症専門メディア「Addiction Report」を創設し、編集長に就任。

## 経歴
1973年、山口県生まれ。1998年、東京大学文学部卒。東京大学在学時に、父のがんをきっかけにホスピスでボランティアをし、医療報道を志す。卒業論文は、ホスピスにおける「死の恐怖へのケア」をテーマとした。
1998年4月読売新聞社入社。中部支社、津支局、東京社会部（警視庁、厚生労働省など担当）、医療部を経て2015年に医療サイト「yomiDr.（ヨミドクター）」編集長となる。しかし、HPVワクチンに関する記事の扱いで上司と対立し、2017年に5月8日にBuzzFeed Japanに転職。2017年9月7日、医療部門「BuzzFeed Japan Medical」を創設し、根拠に基づいた医療・健康記事の発信を行った。2016年度より東京大学非常勤講師（科学論文の表現技術）を務めている。2018年には、厚生労働省の「上手な医療のかかり方を広めるための懇談会」で委員を務めた。
2023年5月1日付でBuzzFeed JapanのNews部門が閉鎖され、芸能などの記事を扱うエンタメ部門に異動辞令が下りる。同年7月、医療記事を禁じられたことを理由に、フリーランス記者となった。同時期に、株式会社OutNowが提供するニュースレターメディアプラットフォーム「theLetter」で『医療記者、岩永直子のニュースレター』の配信を開始した。
2023年6月、医療記者としての歩みをまとめた初の単著『言葉はいのちを救えるか？生と死、ケアの現場から』を出版。2022年からイタリア料理店で副業として接客のアルバイトを始め、そこでの出会いや学びをまとめたnoteが話題となり、2023年8月にエッセー集『今日もレストランの灯りに』を出版した。2024年に日本ソムリエ協会ワインエキスパートを取得し、ワインレストランでも働いている。
2024年2月、国内初の依存症専門オンラインメディア「Addiction Report」を創刊し、編集長に就任した。アルコール、薬物、ギャンブルなどの依存症について、科学的根拠に基づいた情報を発信し、偏見や差別を払拭することを目的に掲げる。スポンサーは入れず、公益社団法人「ギャンブル依存症問題を抱える会」が寄付で運営する｡

## 人物
- 読売新聞の記者時代の上司、ノンフィクション作家の清武英利を恩師と仰ぐ[25]。
- 祖父は山口でふぐをさばく一流料理人として活躍し、母は埼玉で現役の料理人をしている[23]。
- 大のパンダ好きであり、世界一可愛い動物がパンダであることは議論の余地がないと公言している[26]。
- 趣味は居酒屋巡りとダイエット[27]。

## 医療記者として

### HPVワクチン報道
読売新聞の医療サイト「yomiDr.（ヨミドクター）」の編集長だった当時、2016年8月にHPVワクチンの効果と安全性を伝える特集を組んだところ、ワクチン反対派からクレームが殺到し、読売新聞は森内浩幸医師の寄稿記事を削除した。また、岩永は医療取材から外されて地方異動を命じられ、これをきっかけに読売新聞を退社した。
この記事はワクチン接種の必要性を訴え、HPVワクチンで救える命を救わない状況を放置することは、大量殺戮に「不作為」という形で加担していると指摘するものだった。当時、学会の重鎮たちはHPVワクチン問題に関わって攻撃されることを避けていたため、取材は難航し、記事掲載後も寄稿した医師が学内外から攻撃に晒された。
2017年、岩永はBuzzFeed Japanに転職し、HPVワクチンに関する記事を数多く執筆した。読売新聞で削除された記事もBuzzFeedで再掲載し、この記事は現在でも閲覧可能となっている。
2021年3月、岩永は一連のHPVワクチンに関する報道で、「Internet Media Awards選考委員特別賞」を受賞した。選考理由として、「HPVワクチンについて正確かつ、様々な立場のひとたちに寄り添った情報発信」が評価された。
2023年、国際パピローマウイルス学会・日本産科婦人科学会合同メディアカンファレンスにおいて、HPVワクチンに関する取材を行うことで、殺害予告を受けたことを語っている。

### 終末期医療報道
読売新聞の医療サイト「yomiDr.」の編集長だった当時、終末期の医療やケアに現場で向き合う人々が寄稿し、それに対し読者が意見を投稿できる連載、「さよならを言う前に～終末期の医療とケアを語りあう～」を担当した。

### 不妊治療報道
BuzzFeed時代に、コロナ禍での不妊治療延期に関する記事、不妊治療で起こる「卵巣過剰刺激症候群（OHSS）」についての記事を掲載した。自身も治療経験があることに言及している。2025年2月、匿名の精子提供で生まれた当事者が、特定生殖補助医療法案に反対する集会を取材した。

### 女性のヘルスケア報道
クラウドファンディングを経て産婦人科医の宋美玄が創設する女性向けメディア「Crumii（クルミイ）」について取材を行った。

### 薬物問題報道
2023年8月の日本大学アメリカンフットボール部の違法薬物逮捕事件について、薬物問題は被害者なき犯罪であるとして、未来ある若者の初犯行為への糾弾報道について検討を投げかける立場を取っている。

## レストラン従業員として
発表の場が狭まる医療記事の記者を続けていけるのか不安を感じていたことから、好きな飲食業界の接客業を希望してた際に、2022年7月、コロナ禍で従業員を募集していた東京都の東池袋にあるイタリアンレストランのオーナーに声をかけられたことを契機に接客アルバイトを開始する。

## 著書

### 単著
- 岩永直子『言葉はいのちを救えるか?』晶文社、2023年6月30日。ISBN 978-4-7949-7366-5。
- 岩永直子『今日もレストランの灯りに』イースト・プレス、2023年8月18日。ISBN 978-4781622224。

### 共著
- 読売新聞社『記者は何を見たのか : 3・11東日本大震災（担当範囲「一番弱い人がいるところに支援が届いていない」）』中央公論新社、2011年11月9日。ISBN 978-4-12-004305-5。
- 岩田健太郎; 岩永直子『新・養生訓―健康本のテイスティング』丸善出版、2019年10月29日。ISBN 978-4621304242。
- 雨宮処凛『この国の不寛容の果てに:相模原事件と私たちの時代（担当範囲「命を語るときこそ、ファクト重視で冷静な議論を」）』大月書店、2019年9月13日。ISBN 978-4272330973。
- 松本俊彦『アディクション・スタディーズ　薬物依存症を捉えなおす13章（担当範囲「なぜ人々は著名人の薬物事件に感情的になるのか」）』日本評論社、2020年7月。ISBN 978-4-535-98490-5。
- 新聞通信調査会『コロナの記録と記憶～メディアは何を報じ、何を報じなかったか～）』新聞通信調査会、2024年3月29日。ISBN 978-4907087401。

### 連載、寄稿
- 『きょうの健康』（NHK出版）連載「私が歩む道」（2024年4月号 - 2025年3月号）、「ケアする人びと」（2025年4月号 -）
- 『共同通信』書評[42][43]

ほか

## 出演
- 『大竹まこと ゴールデンラジオ!』（文化放送、2023年12月5日）[44][45]

ほか